# Kingston (Utah)
Pour les articles homonymes, voir Kingston.
Kingston  est un village du comté de Piute dans l'État de l'Utah, aux États-Unis. La population du village était de 142 habitants lors du recensement de 2000.